# 2022年サンパウログランプリ
2022年サンパウログランプリ（英: 2022 São Paulo Grand Prix）は、2022年のF1世界選手権の第21戦として、2022年11月13日にインテルラゴス・サーキットにて開催。
正式名称は「Formula 1 Heineken Grande Prêmio De São Paulo 2022」。

## 背景
タイヤ
本レースでピレリが持ち込むドライ用タイヤのコンパウンドはハード（白）：C2、ミディアム（黄）：C3、ソフト（赤）：C4の中間の組み合わせ。スプリントが行われるため提供されるタイヤのセット数は従来のレースより1つ少ない12セット（ハード2、ミディアム4、ソフト6）。
| ドライ用   | ドライ用       | ドライ用   | ウェット用           | ウェット用   |
| C2         | C3             | C4         | インターミディエイト | フルウェット |
| ---------- | -------------- | ---------- | -------------------- | ------------ |
| （ハード） | （ミディアム） | （ソフト） | （小雨用）           | （大雨用）   |
DRS：2箇所※（　）内は検知ポイント
- DRS1：ターン3より30m先から（ターン2のエイペックス）
- DRS2：ターン15の160m手前から（ターン13から30m先）

## エントリーリスト
レギュラーシートについては前戦から変更なし。
- ^1 - サージェントはアルボンに代わってFP2を走行する[5]。

## フリー走行
FP1
2022年11月11日 12:30 BRT(UTC-3)
トップはセルジオ・ペレス。2番手のシャルル・ルクレールは0.004秒差、3番手のマックス・フェルスタッペンは0.008秒差という僅差となった。
FP2
2022年11月12日 12:30 BRT(UTC-3)
トップはエステバン・オコン。スプリントが開催されたこれまでのグランプリと同様にデータ収集やスプリントの準備に向けた走行となった。ウィリアムズは前戦のFP1でスーパーライセンスポイントを得られなかったローガン・サージェントをアレクサンダー・アルボンに代えて走らせた。

## 予選
2022年11月11日 16:00 BRT(UTC-3)（文章の出典）
ポールはケビン・マグヌッセンで参戦140戦目で初の獲得となった。2番手はマックス・フェルスタッペン、3番手はジョージ・ラッセル。
Q1では路面が濡れたなかで始まったが経過と共に乾き始め、最初にソフトタイヤへ履き替えたピエール・ガスリーが全体ベストを出したことから一斉に履き替える展開となった。アルファロメオ勢とウィリアムズ、アルファタウリ、ハースの1台ずつ脱落した。Q2では11番手のアレクサンダー・アルボンから13番手のセバスチャン・ベッテルが、10番手のエステバン・オコンに対し0.1秒以内という僅かな差で脱落した。Q3では中盤にジョージ・ラッセルがコースアウトし赤旗中断となった。再開後には路面がウェットになったため、中断前にトップタイムを記録していたマグヌッセンがポールポジションを獲得した。

### 予選結果
| 順位                | No. | ドライバー                 | コンストラクター                        | Q1       | Q2       | Q3       | Grid |
| ------------------- | --- | -------------------------- | --------------------------------------- | -------- | -------- | -------- | ---- |
| 1                   | 20  | ケビン・マグヌッセン       | ハース-フェラーリ                       | 1:13.954 | 1:11.410 | 1:11.674 | 1    |
| 2                   | 1   | マックス・フェルスタッペン | レッドブル-RBPT                         | 1:13.625 | 1:10.881 | 1:11.877 | 2    |
| 3                   | 63  | ジョージ・ラッセル         | メルセデス                              | 1:14.427 | 1:11.318 | 1:12.059 | 3    |
| 4                   | 4   | ランド・ノリス             | マクラーレン-メルセデス                 | 1:13.106 | 1:11.377 | 1:12.263 | 4    |
| 5                   | 55  | カルロス・サインツ         | フェラーリ                              | 1:14.680 | 1:10.890 | 1:12.357 | 5    |
| 6                   | 31  | エステバン・オコン         | アルピーヌ-ルノー                       | 1:14.663 | 1:11.587 | 1:12.425 | 6    |
| 7                   | 14  | フェルナンド・アロンソ     | アルピーヌ-ルノー                       | 1:13.542 | 1:11.394 | 1:12.504 | 7    |
| 8                   | 44  | ルイス・ハミルトン         | メルセデス                              | 1:13.403 | 1:11.539 | 1:12.611 | 8    |
| 9                   | 11  | セルジオ・ペレス           | レッドブル-RBPT                         | 1:13.613 | 1:11.456 | 1:15.601 | 9    |
| 10                  | 16  | シャルル・ルクレール       | フェラーリ                              | 1:14.486 | 1:10.950 | DNF      | 10   |
| 11                  | 23  | アレクサンダー・アルボン   | ウィリアムズ-メルセデス                 | 1:14.324 | 1:11.631 |          | 11   |
| 12                  | 10  | ピエール・ガスリー         | アルファタウリ-RBPT                     | 1:14.371 | 1:11.675 |          | 12   |
| 13                  | 5   | セバスチャン・ベッテル     | アストンマーティン・アラムコ-メルセデス | 1:13.597 | 1:11.678 |          | 13   |
| 14                  | 3   | ダニエル・リカルド         | マクラーレン-メルセデス                 | 1:14.931 | 1:12.140 |          | 14   |
| 15                  | 18  | ランス・ストロール         | アストンマーティン・アラムコ-メルセデス | 1:14.398 | 1:12.210 |          | 15   |
| 16                  | 6   | ニコラス・ラティフィ       | ウィリアムズ-メルセデス                 | 1:15.095 |          |          | 16   |
| 17                  | 24  | 周冠宇                     | アルファロメオ-フェラーリ               | 1:15.197 |          |          | 17   |
| 18                  | 77  | バルテリ・ボッタス         | アルファロメオ-フェラーリ               | 1:15.486 |          |          | 18   |
| 19                  | 22  | 角田裕毅                   | アルファタウリ-RBPT                     | 1:16.264 |          |          | 19   |
| 20                  | 47  | ミック・シューマッハ       | ハース-フェラーリ                       | 1:16.361 |          |          | 20   |
| 107% time: 1:18.223 |     |                            |                                         |          |          |          |      |
| ソース:             |     |                            |                                         |          |          |          |      |

## スプリント
2022年11月12日 16:30 BRT(UTC-3)（文章の出典）
優勝はジョージ・ラッセル、2位にカルロス・サインツ、3位にルイス・ハミルトンが続いた。
ポールスタートのケビン・マグヌッセンは周囲のマシンに比べ戦闘力は低いため、少しずつ順位を落とすも8位でゴールし1ポイントを獲得した。3番手スタートのラッセルは15周目にトップのマックス・フェルスタッペンを追い抜き、スプリントでの初優勝を飾った。後方ではチームメイト同士が争う場面が見られ、6,7番手スタートだったアルピーヌ勢はスタート直後のターン4とメインストレートで接触、双方がダメージを負い17,18位でレースを終えた。アストンマーティン勢は、ランス・ストロールがセバスチャン・ベッテルをコース外に追い出したとして、10秒のタイムペナルティと3点のペナルティポイントが科された。

### スプリント結果
| 順位    | No. | ドライバー                 | コンストラクター                        | 周回数 | タイム/リタイア原因 | Grid | Pts. | Final Grid |
| ------- | --- | -------------------------- | --------------------------------------- | ------ | ------------------- | ---- | ---- | ---------- |
| 1       | 63  | ジョージ・ラッセル         | メルセデス                              | 24     | 30:11.307           | 3    | 8    | 1          |
| 2       | 55  | カルロス・サインツ         | フェラーリ                              | 24     | +3.995              | 5    | 7    | 73         |
| 3       | 44  | ルイス・ハミルトン         | メルセデス                              | 24     | +4.492              | 8    | 6    | 2          |
| 4       | 1   | マックス・フェルスタッペン | レッドブル-RBPT                         | 24     | +10.494             | 2    | 5    | 3          |
| 5       | 11  | セルジオ・ペレス           | レッドブル-RBPT                         | 24     | +11.855             | 9    | 4    | 4          |
| 6       | 16  | シャルル・ルクレール       | フェラーリ                              | 24     | +13.133             | 10   | 3    | 5          |
| 7       | 4   | ランド・ノリス             | マクラーレン-メルセデス                 | 24     | +25.624             | 4    | 2    | 6          |
| 8       | 20  | ケビン・マグヌッセン       | ハース-フェラーリ                       | 24     | +28.768             | 1    | 1    | 8          |
| 9       | 5   | セバスチャン・ベッテル     | アストンマーティン・アラムコ-メルセデス | 24     | +30.218             | 13   |      | 9          |
| 10      | 10  | ピエール・ガスリー         | アルファタウリ-RBPT                     | 24     | +34.170             | 12   |      | 10         |
| 11      | 3   | ダニエル・リカルド         | マクラーレン-メルセデス                 | 24     | +39.395             | 14   |      | 11         |
| 12      | 47  | ミック・シューマッハ       | ハース-フェラーリ                       | 24     | +41.159             | 20   |      | 12         |
| 13      | 24  | 周冠宇                     | アルファロメオ-フェラーリ               | 24     | +41.763             | 17   |      | 13         |
| 14      | 77  | バルテリ・ボッタス         | アルファロメオ-フェラーリ               | 24     | +42.338             | 18   |      | 14         |
| 15      | 22  | 角田裕毅                   | アルファタウリ-RBPT                     | 24     | +50.306             | 19   |      | PL4        |
| 16      | 18  | ランス・ストロール         | アストンマーティン・アラムコ-メルセデス | 24     | +50.7001            | 15   |      | 15         |
| 17      | 31  | エステバン・オコン         | アルピーヌ-ルノー                       | 24     | +51.756             | 6    |      | 16         |
| 18      | 14  | フェルナンド・アロンソ     | アルピーヌ-ルノー                       | 24     | +53.9852            | 7    |      | 17         |
| 19      | 6   | ニコラス・ラティフィ       | ウィリアムズ-メルセデス                 | 24     | +76.850             | 16   |      | 18         |
| Ret     | 23  | アレクサンダー・アルボン   | ウィリアムズ-メルセデス                 | 12     | DNF                 | 11   |      | 19         |
| ソース: |     |                            |                                         |        |                     |      |      |            |

- ^1 - ストロールは危険な方法で他車をコース外へ追い出したとして10秒のタイムペナルティ[13]。
- ^2 - アロンソは他車と接触したため5秒のタイムペナルティ[14]。
- ^3 - サインツは追加のパワーユニットを使用したため5グリッド降格ペナルティ[15]。
- ^4 - 角田はパルクフェルメ下のマシンに変更を加えたためピットレーンからのスタート[16]。

## 決勝
2022年11月13日 15:00 BRT(UTC-3)（文章の出典）
優勝はジョージ・ラッセル。2位にルイス・ハミルトン、3位にカルロス・サインツが続いた。メルセデスはシーズン初優勝と2020年エミリア・ロマーニャGP以来、2年ぶりの1-2フィニッシュを飾った。
スタートでの接触はなかったが、ターン9でダニエル・リカルドがケビン・マグヌッセンに追突、共にダメージが大きくその場でリタイアとなり、セーフティカー(SC)が導入された。レースは7周目に再開、直後にターン2へ並んで進入したルイス・ハミルトンとマックス・フェルスタッペンが接触した。フェルスタッペンは破損したフロントウイングを交換し最後尾まで後退、さらにこの接触に非があるとして5秒のタイムペナルティが科された。その直後にも3位争いをしていたランド・ノリスとシャルル・ルクレールが接触し、ピットインを余儀なくされたルクレールは後退、ノリスには5秒のタイムペナルティが科された。ハミルトンはフェルスタッペンとの接触で8番手まで後退したが、徐々に追い上げ45周目に2番手のセルジオ・ペレスを追い抜き、メルセデス勢が1-2とした。52周目にはノリスがトラブルによりコース上にマシンを停めたためVSCが導入され、のちにSCへと切り替えられた。各車の差がなくなった60周目にレースは再開されたが、ラッセルはファステストラップを記録しながらハミルトンとの差を広げ、最終的に1.529秒の差をつけ初優勝を飾った。

### レース結果
| 順位    | No. | ドライバー                 | コンストラクター                        | 周回数 | タイム/リタイア原因 | Grid | Pts. |
| ------- | --- | -------------------------- | --------------------------------------- | ------ | ------------------- | ---- | ---- |
| 1       | 63  | ジョージ・ラッセル         | メルセデス                              | 71     | 1:38:34.044         | 1    | 26FL |
| 2       | 44  | ルイス・ハミルトン         | メルセデス                              | 71     | +1.529              | 2    | 18   |
| 3       | 55  | カルロス・サインツ         | フェラーリ                              | 71     | +4.051              | 7    | 15   |
| 4       | 16  | シャルル・ルクレール       | フェラーリ                              | 71     | +8.441              | 5    | 12   |
| 5       | 14  | フェルナンド・アロンソ     | アルピーヌ-ルノー                       | 71     | +9.561              | 17   | 10   |
| 6       | 1   | マックス・フェルスタッペン | レッドブル-RBPT                         | 71     | +10.056             | 3    | 8    |
| 7       | 11  | セルジオ・ペレス           | レッドブル-RBPT                         | 71     | +14.080             | 4    | 6    |
| 8       | 31  | エステバン・オコン         | アルピーヌ-ルノー                       | 71     | +18.690             | 16   | 4    |
| 9       | 77  | バルテリ・ボッタス         | アルファロメオ-フェラーリ               | 71     | +22.552             | 14   | 2    |
| 10      | 18  | ランス・ストロール         | アストンマーティン・アラムコ-メルセデス | 71     | +23.552             | 15   | 1    |
| 11      | 5   | セバスチャン・ベッテル     | アストンマーティン・アラムコ-メルセデス | 71     | +26.183             | 9    |      |
| 12      | 24  | 周冠宇                     | アルファロメオ-フェラーリ               | 71     | +29.325             | 13   |      |
| 13      | 47  | ミック・シューマッハ       | ハース-フェラーリ                       | 71     | +29.899             | 12   |      |
| 14      | 10  | ピエール・ガスリー         | アルファタウリ-RBPT                     | 71     | +31.867             | 10   |      |
| 15      | 23  | アレクサンダー・アルボン   | ウィリアムズ-メルセデス                 | 71     | +36.016             | 19   |      |
| 16      | 6   | ニコラス・ラティフィ       | ウィリアムズ-メルセデス                 | 71     | +37.038             | 18   |      |
| 17      | 22  | 角田裕毅                   | アルファタウリ-RBPT                     | 70     | +1 Lap              | PL   |      |
| Ret     | 4   | ランド・ノリス             | マクラーレン-メルセデス                 | 50     | DNF                 | 6    |      |
| Ret     | 20  | ケビン・マグヌッセン       | ハース-フェラーリ                       | 0      | DNF                 | 8    |      |
| Ret     | 3   | ダニエル・リカルド         | マクラーレン-メルセデス                 | 0      | DNF                 | 11   |      |
| ソース: |     |                            |                                         |        |                     |      |      |

- ^FL - ファステストラップの1点を含む
- ^1 - ガスリーはピットレーンの速度制限を超過したため、5秒のタイムペナルティ[17]。

## 第21戦終了時点のランキング

### ワールド・チャンピオンシップ
|         | 順位 | ドライバー                 | ポイント | 1位との差 |
| ------- | ---- | -------------------------- | -------- | --------- |
|         | 1    | マックス・フェルスタッペン | 429      |           |
| 1       | 2    | シャルル・ルクレール       | 290      | -139      |
| 1       | 3    | セルジオ・ペレス           | 290      | -139      |
|         | 4    | ジョージ・ラッセル         | 265      | -164      |
|         | 5    | ルイス・ハミルトン         | 240      | -189      |
| ソース: |      |                            |          |           |

|         | 順位 | コンストラクター        | ポイント | 1位との差 |
| ------- | ---- | ----------------------- | -------- | --------- |
|         | 1    | レッドブル-RBPT         | 719      |           |
|         | 2    | フェラーリ              | 524      | -195      |
|         | 3    | メルセデス              | 505      | -214      |
|         | 4    | アルピーヌ-ルノー       | 167      | -552      |
|         | 5    | マクラーレン-メルセデス | 148      | -571      |
| ソース: |      |                         |          |           |

- 注：いずれもトップ5まで掲載。

### DHLファステストラップアワード
|         | 順位 | ドライバー                 | 獲得数 |
| ------- | ---- | -------------------------- | ------ |
|         | 1    | マックス・フェルスタッペン | 5      |
| 2       | 2    | ジョージ・ラッセル         | 4      |
| 1       | 3    | シャルル・ルクレール       | 3      |
| 1       | 4    | セルジオ・ペレス           | 3      |
|         | 5    | カルロス・サインツ         | 2      |
| ソース: |      |                            |        |

- 注：いずれもトップ5まで掲載。
- 注：ファストテストラップアワードは同数の場合、カウントバック方式がとられている。